# Lai-Sang Young
Lai-Sang Lily Young (Hong Kong, 1952) és una matemàtica que ostenta la càtedra Henry & Lucy Moses Professorship de Ciència. A més, és professora de matemàtiques i neurociència en el Courant Institute of Mathermatical Sciences de la Universitat de Nova York. Els seus interessos com a investigadora inclouen sistemes dinàmics, teoria ergòdica, teoria de caos, teoria de probabilitat, mecànica estadística, i neurociència. És especialment coneguda per tornar a introduir, l'any 1998, el mètode de Markov per provar el retard exponencial de correlació en el billar de Sinái i altres sistemes dinàmics hiperbòlics.

## Formació i carrera
Malgrat haver nascut a Hong Kong i haver-s'hi criat, va realitzar els seus estudis als Estats Units, on es va llicenciar l'any 1973 a la Universitat de Wisconsin–Madison. Més tard, es va traslladar a la Universidad de Califòrnia a Berkeley per seguir els seus estudis i va obtenir un màster l'any 1976, que va completar amb el doctorat al 1978, sota la direcció de Rufus Bowen. Va exercir com a professora a la Universitat Northwestern de 1979 a 1980, a la Universitat Estatal de Michigan de 1980 a 1986, a la Universitat d'Arizona de 1987 a 1990, y a la Universitat de Califòrnia a Los Angeles de 1991 a 1999. És, des de 1999, Moses Professor a la Universitat de Nova York.

## Premis i reconeixements
Young va obtenir un Sloan Fellow al 1985, i un Guggenheim Fellow l'any 1997.
L'any 1993, Young va guanyar el Premi Satter de Matemàtiques que atorga l'American Mathematical Society "pel seu paper destacat en la recerca de les propietats estadístiques (o ergòdiques) dels sistemes dinàmics". Aquest premi biennal reconeix les contribucions excepcionals a l'àrea de la recerca per a dones matemàtiques.
El 2004 va ser triada fellow, de l'Acadèmia Nord-americana de les Arts i les Ciències.
Young va ser conferenciant convidada al Congrés Internacional de Matemàtics al 1994.
L'any 2005, va presentar el Noether Lecture de l'Associació de Dones en Matemàtiques; la seva ponència es va titular "De cicles límit a atractors estranys". El 2007, va presentar la conferència Sonia Kovalevsky, patrocinada conjuntament per l'Associació de Dones en Matemàtiques i la Societat de Matemàtiques Aplicades i Industrials.